# خوان ماروزی
خوان ماروزی (اسپانیایی: Juan Marvezzi‎؛ ۱۶ نوامبر ۱۹۱۵ – ۴ آوریل ۱۹۷۱) بازیکن فوتبال اهل آرژانتین بود.

## باشگاهی
از باشگاه‌هایی که در آن بازی کرده‌است می‌توان به باشگاه فوتبال راسینگ کلوب آویاندا و باشگاه فوتبال اتلتیکو تیگره اشاره کرد.

## تیم ملی
وی همچنین در تیم ملی فوتبال آرژانتین بازی کرده‌است.